# Tadeusz Prejzner (1903–1944)
Tadeusz Prejzner (ur. 12 maja 1903 w Wojcieszkowie, zm. 19 maja 1944 w Lublinie (KL Lublin) – polski pedagog muzyczny, kompozytor, dyrygent i publicysta.

## Życiorys
Pochodził z muzycznej rodziny, był dziesiątym dzieckiem organisty Jana (1853–1909) i Elżbiety z Goliszewskich (1860–1929). Podstaw muzyki uczyli go bracia. W 1919 rozpoczął naukę w Państwowym Seminarium Nauczycielskim w Siedlcach, po ukończeniu którego został nauczycielem w Staninie (1924–1928). W międzyczasie, w roku 1920, walczył jako ochotnik w szeregach Wojska Polskiego. Pod koniec lat 20., dzięki kursowi odbytemu przy Państwowym Konserwatorium Muzycznym w Warszawie, uzyskał prawo nauczania przedmiotów muzycznych w szkołach ogólnokształcących. Z rekomendacji m.in. Kazimierza Sikorskiego w 1929 otrzymał posadę w nowo powstałym Państwowym Konserwatorium Muzycznym w Katowicach, gdzie prowadził zajęcia z zasad muzyki, harmonii, solfeżu i metodyki śpiewu. Pracując na Górnym Śląsku, dojeżdżał na studia do Krakowa. Dyplom uzyskał na Wydziale Teorii w Państwowym Konserwatorium Muzycznym w Warszawie.
Na Śląsku bardzo mocno zaangażował się w tamtejsze życie muzyczne: zbierał tradycyjne pieśni śląskie, prowadził audycje w Polskim Radiu, pracował jako dyrygent, pełnił funkcję jurora podczas konkursów śpiewaczych, pisał prace naukowe. Nauczał tam, poza katowickim Konserwatorium, również w Szkole Muzycznej w Cieszynie. Prejzner oprócz tego komponował oraz pracował jako dziennikarz i prasowy publicysta muzyczny. Krótko przed wybuchem II wojny światowej był członkiem kolegium redakcyjnego „Śląskich Wiadomości Muzycznych”.
W czasie wojny mieszkał w Radzyniu Podlaskim. Pracował w elektrowni i cukrowni. 3 marca 1944 został aresztowany przez Gestapo, a po rewizji zarekwirowano dużą część jego dorobku pisarskiego. Po krótkim pobycie w więzieniu przewieziono go na Zamek Lubelski. 19 maja 1944 został zabity w obozie na Majdanku.
Tadeusz Prejzner od 6 lutego 1929 był mężem Emilii z d. Pauk (ur. 1905), z którą miał troje dzieci.

## Ordery i odznaczenia
- Srebrny Krzyż Zasługi (15 września 1937)[2][3]
- Brązowy Medal za Długoletnią Służbę

## Spuścizna
Wiele dokumentów pozostawionych przez Tadeusza Prejznera znajduje się w zbiorach Archiwum Śląskiej Kultury Muzycznej przy Bibliotece Głównej Akademii Muzycznej im. Karola Szymanowskiego w Katowicach.